# Air-India-Flug 171
Der Air-India-Flug 171 war ein Passagierlinienflug der Air India vom Flughafen Ahmedabad in Indien zum Londoner Flughafen Gatwick. Am 12. Juni 2025 stürzte auf diesem Flug eine Boeing 787-8 mit 230 Passagieren und 12 Besatzungsmitgliedern kurz nach dem Start ab. 241 Flugzeuginsassen und 19 Personen am Boden kamen ums Leben. Es handelt sich um den ersten Absturz und den ersten Totalverlust einer Boeing 787 seit ihrer Einführung im Jahr 2011. Gemäß dem vorläufigen Unfallbericht des indischen Aircraft Accident Investigation Bureau (AAIB) war Schubverlust aufgrund kurzzeitig ausgeschalteter Treibstoffzufuhrschalter ursächlich. Der Grund für das Verstellen der Schalter auf die „Cutoff“-Position ist Gegenstand weiterer Flugunfalluntersuchungen.

## Flugzeug

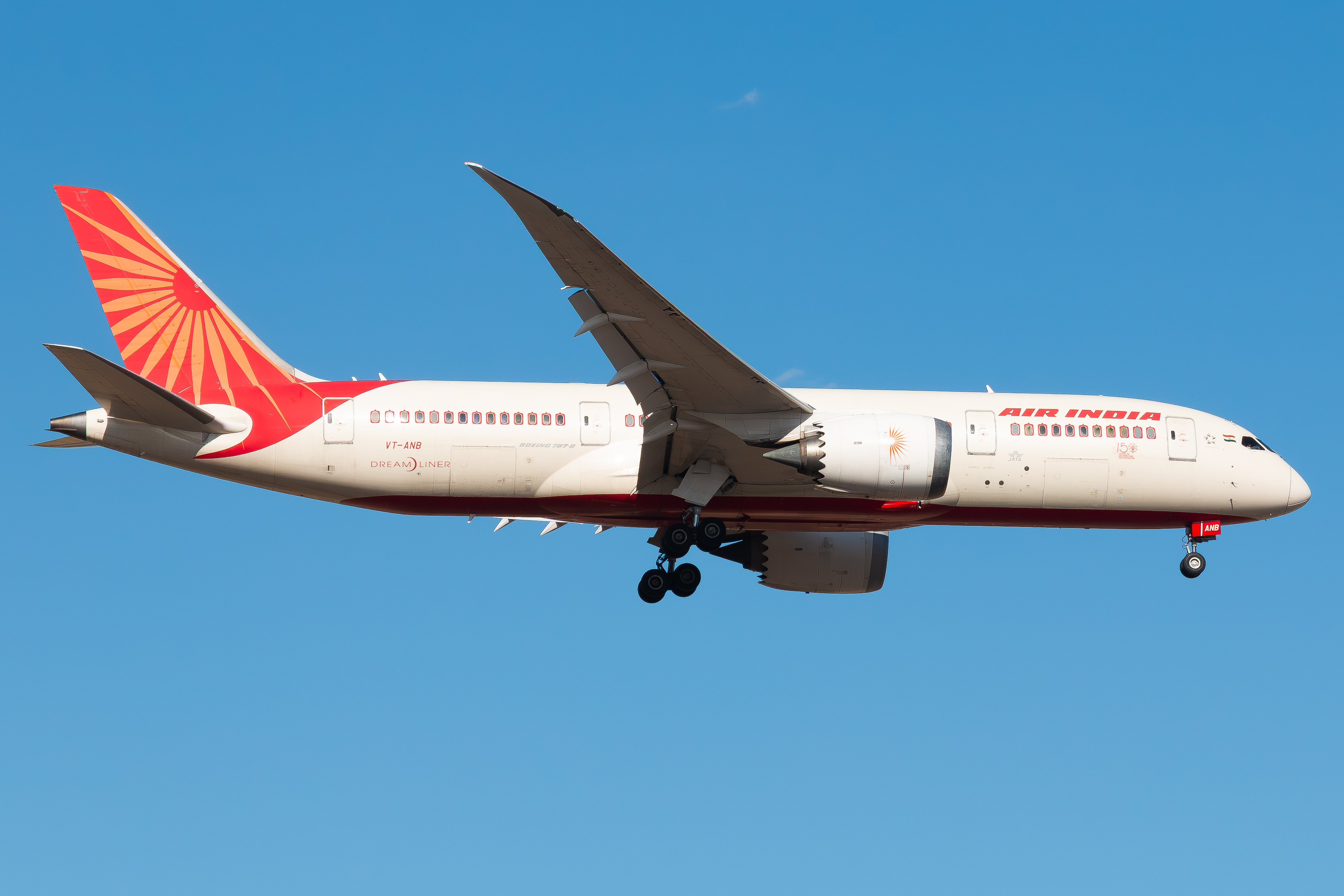
Die verunglückte Boeing 787 (2024)

Die abgestürzte Boeing 787-8 (Luftfahrzeugkennzeichen VT-ANB und Seriennummer 36279) war die 26. gebaute Boeing 787. Sie absolvierte ihren Erstflug am 14. Dezember 2013 und wurde am 28. Januar 2014 an Air India ausgeliefert. Das Flugzeug wurde von zwei Triebwerken des Typs GEnx-1B70 angetrieben, die 27.800 bzw. 33.400 Betriebsstunden aufwiesen. Insgesamt kam der Jet in seinen knapp 12 Betriebsjahren auf über 41.800 Flugstunden.:5 Die Passagierkabine hatte 18 Sitze in der Business- und 238 Plätze in der Economy-Klasse. Die Boeing war mit zwei Aufzeichnungsgeräten ausgestattet, in denen Flugdatenschreiber und Stimmenrekorder vereint sind, sog. Enhanced Airborne Flight Recorders (EAFR).:12

## Ablauf
Die vollgetankte Boeing 787-8 hob um 13:39 Uhr Ortszeit vom Flughafen Ahmedabad ab (213 t Startgewicht, bei 54 t Kerosin).:13 Sie nutzte dabei die volle Startbahnlänge von 3,5 km. Die Außentemperatur betrug 37 °C und der Luftdruck 1001 hPa bei bis zu 7 Knoten Wind aus Westsüdwest; die Sichtweite lag bei 6 km ohne signifikante Wolkendecke.:11
Der ADS-B-Transponder des Flugzeugs meldete eine erreichte barometrische Höhe von 190 Metern (etwa 130 Meter über Grund) und eine Geschwindigkeit von 322 km/h, bevor der Empfang verloren ging. Das Fahrwerk war noch ausgefahren. Kurz darauf setzte die Besatzung einen Notruf an die Flugsicherung ab.
Drei bis vier Sekunden nach dem Abheben wechselten die Treibstoffschalter beider Triebwerke in die „Cutoff“-Position, wodurch die Treibstoffzufuhr beider Triebwerke unterbrochen wurde. Daraufhin verloren diese ihre Leistung und verlangsamten sich innerhalb von rund fünf Sekunden unter die Leerlaufdrehzahl. Auch fuhr der Notgenerator, eine sog. Ram-Air-Turbine (RAT, dt. Staudruckturbine), in den Luftstrom aus.:15 Etwa zehn Sekunden nach dem Ausschalten wurde die Treibstoffzufuhr wieder eingeschaltet. Wegen der niedrigen Flughöhe konnten die Triebwerke nach der erneuten Zündung die notwendige Schubkraft nicht schnell genug wieder aufbauen und das Flugzeug stürzte 1,7 km südlich der Startbahn während der Essenszeit in ein Mensagebäude des B. J. Medical College, einer medizinischen Hochschule im Stadtviertel Meghani Nagar von Ahmedabad. Der Passagierjet schlug mit waagerecht ausgerichteten Flügeln und ca. 8 % nach oben gerichteter Nase auf dem Dach auf, wobei das Heck mit dem Leitwerk abbrach.:7f Teile des Flugzeugs fielen auf die hinter dem Mensagebäude liegende Freifläche und beschädigten mehrere Wohngebäude. Die Trümmer verteilten sich über eine Fläche von rund 300 m × 120 m und das Kerosin aus den Tanks fing Feuer.

Luftaufnahme des Trümmerfelds mit A: Mensagebäude, C-F: Wohnheime

Bei dem Absturz starben 260 Menschen, darunter 241 der 242 Flugzeuginsassen und 19 Menschen am Boden. Ein britischer Passagier überlebte verletzt und konnte das Flugzeugwrack nach dem Aufprall eigenständig verlassen. 67 weitere Personen, Medizinstudenten in den getroffenen Universitätsgebäuden, wurden am Absturzort verletzt.:5
Tabellarische Übersicht der wichtigsten Vorgänge laut vorläufigem Unfallbericht:
| Zeitstempel (UTC) | Ereignis |
| ----------------- | --- |
| 08:07:33          | Startfreigabe wird erteilt für Startbahn 23. |
| 08:07:37          | Das Flugzeug rollt los. |
| 08:08:33          | Die Entscheidungsgeschwindigkeit (v1=153 kn) wird erreicht. |
| 08:08:39          | Das Flugzeug hebt ab. |
| 08:08:42          | Die maximale Geschwindigkeit während dieses Startvorgangs ist jetzt erreicht, sie beträgt 180 kn. Unmittelbar danach wechseln die Kraftstoffschalter von Triebwerk 1 und 2 mit ca. 1 s Abstand von Position RUN auf CUTOFF. |
| ohne Angabe       | In der Cockpit-Sprachaufzeichnung ist zu hören, wie ein Pilot den anderen fragt, warum er die Treibstoffzufuhr unterbrochen habe. Der andere Pilot antwortet, dass er dies nicht getan habe.                                |
| 08:08:47          | Die Drehzahl beider Triebwerke fällt unter die Leerlaufdrehzahl ab. Die Ram-Air-Turbine (RAT) beginnt Druck für das hydraulische System zu liefern.                                                                         |
| 08:08:52          | Der Kraftstoffschalter von Triebwerk 1 (links) wird auf RUN zurückgesetzt. |
| 08:08:54          | Die Lufteinlassklappe des Hilfstriebwerks (APU) im Heck öffnet sich. |
| 08:08:56          | Der Kraftstoffschalter von Triebwerk 2 (rechts) wird auf RUN zurückgesetzt. |
| 08:09:05          | Ein Notruf aus dem Cockpit wird empfangen (Mayday). |
| 08:09:11          | Die Aufzeichnungen des Flugschreibers stoppen (Aufprall). |

## Passagiere und Besatzung
| Nationalität           | Anzahl |
| ---------------------- | ------ |
| Passagiere             |        |
| Indien                 | 169    |
| Vereinigtes Königreich | 053    |
| Portugal               | 007    |
| Kanada                 | 001    |
| Besatzungsmitglieder   |        |
|                        | 012    |
| Gesamt                 | 242    |

Zum Zeitpunkt des Unfalls hatte der Flugkapitän rund 15.600 Flugstunden absolviert, davon 8.600 Stunden mit dem Typ Boeing 787 und war auch als Ausbilder qualifiziert. Der Erste Offizier hatte rund 3.400 Flugstunden Erfahrung, davon 1.100 Stunden mit dem Typ Boeing 787.:11 Beide Piloten reisten am Vortag aus Mumbai an, wo sie stationiert waren, und hatten ausreichende Ruhezeiten. Ein Atemalkoholtest vor Beginn des Flugs zeigte keine Auffälligkeiten. Der Copilot übernahm für den Start das Steuer (Pilot Flying) und der Kapitän überwachte das Flugzeug (Pilot Monitoring).:13
Unter den Toten ist auch der indische Politiker und ehemalige Chief Minister von Gujarat, Vijay Rupani.

## Unfalluntersuchung und -folgen

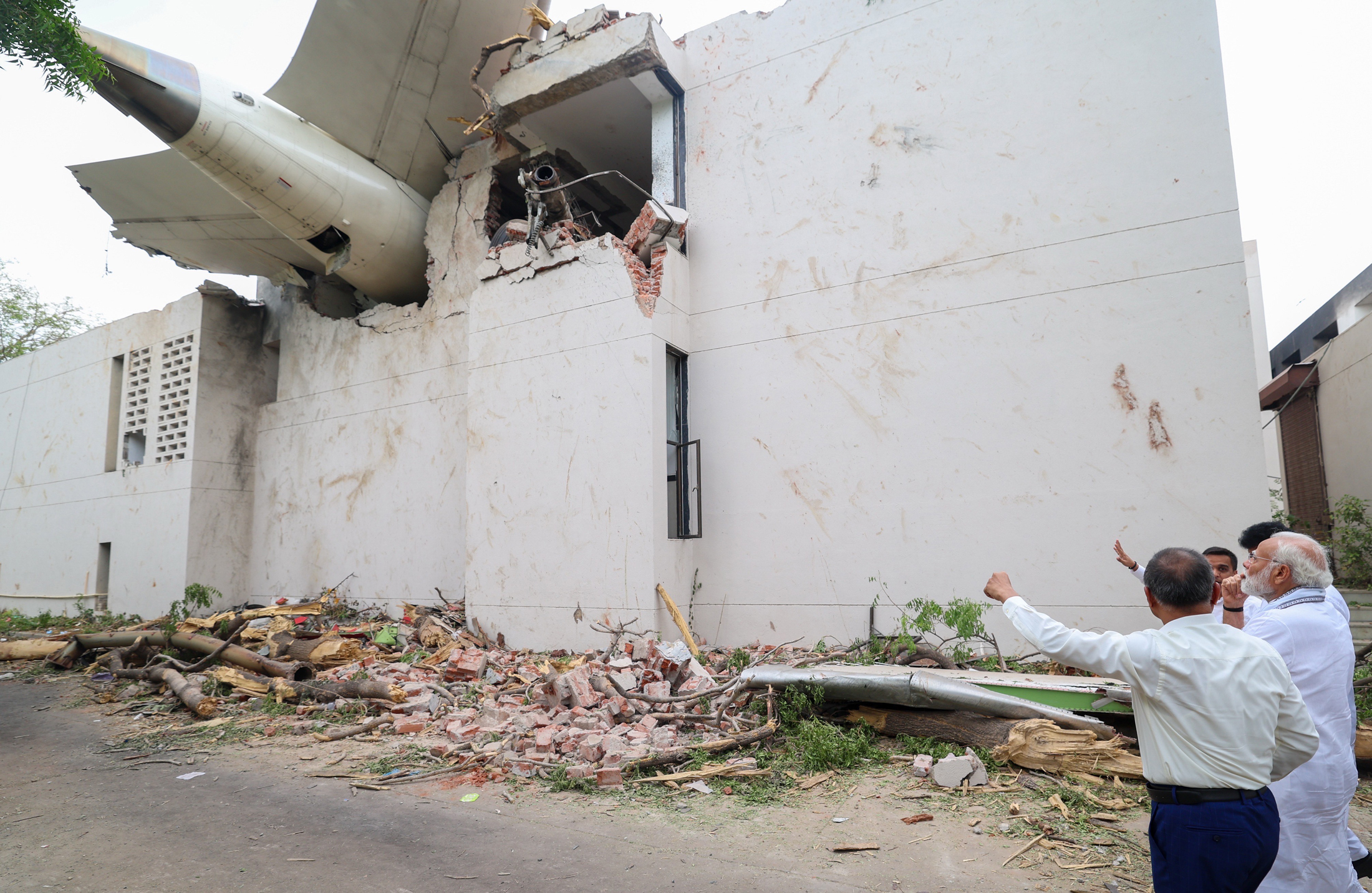
Das Gebäude der Universitätsmensa

Am Tag nach dem Absturz wurde der erste der beiden redundanten Flugschreiber aus dem Heck der Boeing 787 auf dem Dach des Gebäudes gefunden, in das die Unglücksmaschine gestürzt war. Der zweite Flugschreiber wurde zwei Tage später aus dem Trümmerfeld geborgen.
Im weiteren Verlauf der Untersuchung konnten 49 Stunden Flugdatenaufzeichnungen von 6 Flügen sowie 2 Stunden Audiomitschnitte gesichert werden.:13 Die indische Luftfahrt-Aufsichtsbehörde Directorate General of Civil Aviation (DGCA) ordnete am 13. Juni eine vorsorgliche technische Überprüfung aller Boeing 787 der Air India an.
Sechs Tage nach dem Unfall wurden erste Ermittlungsergebnisse publik, demnach waren die Landeklappen und andere Steuerflächen korrekt für den Start eingestellt und die Staudruckturbine (engl. Ram-Air-Turbine, RAT) sei beim Aufprall ausgefahren gewesen. Die RAT ist ein System, das bei einem Versagen der Stromversorgung elektrische Energie aus dem Fahrtwind erzeugt und damit die zum Fliegen notwendigen Systeme versorgt.
Am 11. Juli veröffentlichte das indische Büro für Flugunfalluntersuchungen (AAIB) den vorläufigen Unfallbericht, in dem festgestellt wurde, dass die Treibstoffzufuhr abgestellt wurde. Der Grund für das Verstellen der Schalter der Treibstoffzufuhr auf die „Cutoff“-Position ist Gegenstand weiterer Untersuchungen. Der Stimmenrekorder dokumentiert, dass ein Pilot den anderen fragte, warum er die Treibstoffzufuhr abgeschaltet habe, worauf dieser antwortete, er habe das nicht getan. Der vorläufige Unfallbericht klärt nicht, ob der Flugkapitän (Pilot Monitoring) den Ersten Offizier (Pilot Flying) fragte oder umgekehrt; eine genaue Analyse der Sprachaufzeichnung kann diese Frage möglicherweise klären. Weiterhin wird untersucht, ob auch eine elektrische Fehlfunktion die digitale Triebwerksregelung zum Abschalten gebracht haben könnte.

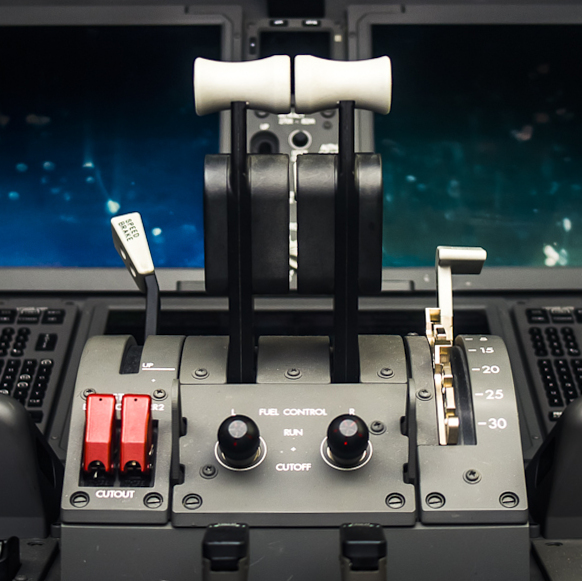
Schalter für die Treibstoffzufuhr einer Boeing 787 Dreamliner (unten, Bildmitte)

Seit den 1950er Jahren schreiben internationale Standards vor, dass die Schalter zur Deaktivierung der Treibstoffzufuhr gesichert sein müssen, um ein versehentliches Umlegen des Schalters (beispielsweise durch eine ungeschickte Bewegung) zu verhindern. In diesem Zusammenhang geriet eine im Dezember 2018 herausgegebene Mitteilung der US-Luftfahrtbehörde Federal Aviation Administration (Special Airworthiness Information Bulletin) in den Fokus des Interesses. In diesem Bulletin wurde darauf hingewiesen, dass bei einem anderen Boeing-Modell, der Boeing 737, einige Treibstoffzufuhrschalter fehlerhaft installiert waren, so dass die Sicherungsvorrichtung gegen unabsichtliches Betätigen nicht funktionierte. Aufgrund der Ähnlichkeit im Schalterdesign wurde bei einer Vielzahl von Baureihen empfohlen, den Verriegelungsmechanismus zu überprüfen. Das Problem wurde damals nicht als so gravierend betrachtet, um eine Lufttüchtigkeitsanweisung zu rechtfertigen.